# Eupithecia litoris
Eupithecia litoris là một loài bướm đêm trong họ Geometridae.